# Zabavna vojska
Zabavna vojska (rusko Потешные войска) je bila prvotno ustanovljena kot Petrovski polk (rusko Петровский полк); to je bila neformalna enota, ki je bila sestavljena iz otroških prijateljev carjeviča Petra ter otrok iz visokega plemstva ter dvorjanov.
Otroške igre so vedno bolj prerasle okvire, tako da sta bili nazadnje ustanovljena dva polka (Preobraženski in Semjonovski polk), ki sta izvajala realistično vojaško urjenje ter se tudi spopadala med seboj. Poznejši car Peter je polno sodeloval v vojski; vanjo je vstopil kot navadni vojak, nazadnje pa je dosegel čin polkovnika ter šefa polkov.
Polka sta predstavljala tudi osnovo za poznejšo Rusko imperialno gardo.